# داء الرشاشيات عند الطيور
داء الرشاشيات عند الطيور (بالإنجليزية: avian aspergillosis)‏ هو مرض طفيلي، تسببه بعض الفطور ، رشاشية، وهي فطور انتهازية، موجودة بكثرة في الطبيعة، توجد في القنوات الطبيعية كالقصبة الهوائية والرئتين والقنوات السمعية.
تأخد مستعمراته شكل قديفة باللون الأخضر. يتطلب نموه نسبة عالية من الرطوبة ودرجة حرارة عالية.

## طرق الانتقال
ينتقل الطفيلي عن طريق العلف والماء الملوث بأنواع الفطر.

## الأعراض
- اٍصابة العين
- اٍنتفاخ الأجفان
- أعراض تنفسية : وجود شحرجة
- نسبة النفوق : 50%

## التشريح
- ظهور العقد في القلب والكبد والكلية.
- ظهور عقد غضروفية متنخرة في الرنة وعلى الأكياس الهوائية.

## العلاج
غير مجدي عادةً ويفضل قتل الطيور.

## وصلات خارجية
- داء الرشاشيات موقع البيطرة السورية (أنظر بعد مرض القراع في الاٍبل)
- الأمراض التي تصيب الدوجن من موقع البيطرة السورية

- داء الرشاشيات عند الطيور من موقع الرشاشيات